# Follas novas
Follas novas (en català Fulles noves) és un poemari publicat el 1880 per Rosalía de Castro (1837-1885).
Rosalía va concebre en un principi est poemari com una continuació de Cantares gallegos: el 40% dels poemes de Follas novas tenen afinitat amb el text publicat el 1863, mentre que la resta de les composicions presenten un esperit poètic diferent, motivat per l'emigració, les desgràcies familiars i les malalties físiques i morals. Estem, doncs, davant una poètica que arriba al fons del sentiments, de la saudade i que té freqüentment, per horitzó, la frontera del propi ésser:

En todo estás e ti es todo

pra min e en min mesma moras,

nin me abandonarás nunca,

sombra que sempre me asombras.

## Estructura
És una compilació de poemes ordenats sense un criteri clar. El llibre es presenta estructurat en cinc seccions:
- Vaguedás

- Do íntimo

- Varia

- Da terra

- As viúdas dos vivos e dos mortos

L'obra té una organització formal poc elaborada si es compara amb Cantares gallegos, encara que la seua amplitud temàtica i la diversitat dels seus textos li conferix major universalitat. La col·lecció de poemes resulta summament irregular des d'una perspectiva estructural, ja que:
- En Vagedás i Do íntimo, i en part de Varia trobem textos intimistes d'índole subjectiva mentre que, en la resta, els poemes, sense perdre autenticitat, sense oblidar una actitud personal, vivencial i reflexiva, denuncien la injustícia social i analitzen les seues causes.
- Varia, que té dos grups diferenciats, està composta de poesia subjectiva i objectiva o col·lectiva.
- L'extensió de cada part del llibre és diferent: Da terra consistix només en nou poemes, mentre que Varia arriba a més de quaranta.

## Poesia subjectiva

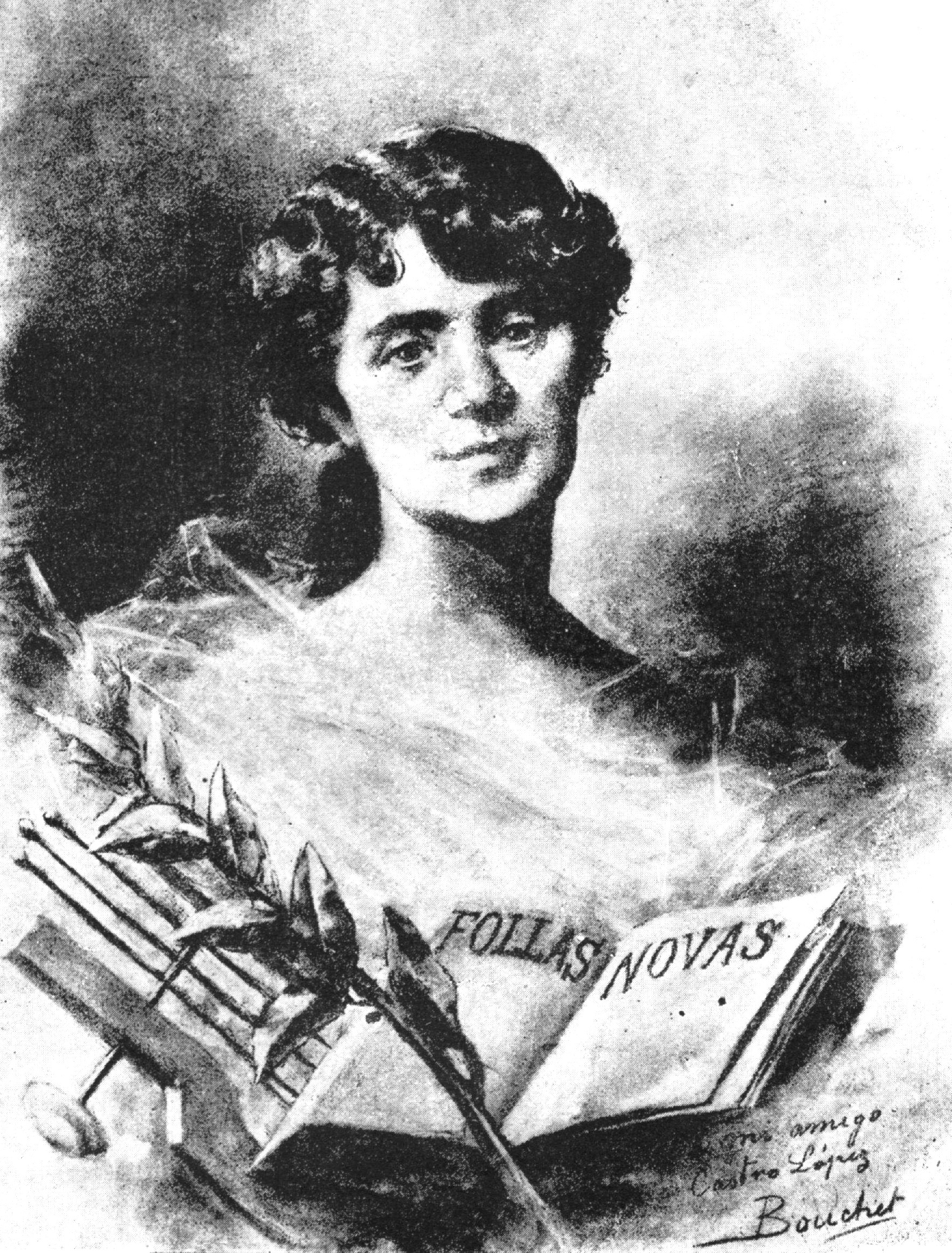
Rosalía, Follas Novas. José Bouchet, 1897

Els textos subjectius de Follas novas podrien pertànyer a l'escola germànica (composicions breus, d'estil sincer, espontànies, impressionistes, intimistes i suggeridores), de la qual és representant Bécquer. La lírica de Rosalía, però, és diferent de la becqueriana, perquè Rosalía s'allunya del sentimentalisme per facilitar-nos, mitjançant la introspecció, la seua vida radical, angoixada i pessimista; la recerca del sentit de l'existència.
Vaguedás és una mena d'art poètica relativa a la relació entre poesia i vida: 
Follas novas, risa dáme

ese nome que levás,

[...]

Non "follas novas"; ramallo

de toxos e silvas sós:

irtas, como as miñas penas;

feras como a miña dor.

Sen ulido nin frescura,

bravas magoás e ferís...
En Do íntimo i en els poemes subjectius de Varia predominen la saudade i l'alienació:
...xa non sentín máis tormentos

nin soupen qué era delor;

soupen só que non sei qué me faltaba

en donde o cravo faltou,

e seica, seica tiven soidades

daquela pena... ¡Bon Dios!

## Poesia objectiva
Naix amb el precedent de Cantares gallegos, però el fet que siguen poemes i no glosses, unit a la presència d'una Rosalía més madura, provoca un jo poètic molt més reflexiu que aprofundix en la injustícia social, provant de penetrar en el cor dels seus semblants d'una manera vivencial.
Estem davant d'una poesia compromesa, cívica; però mai pamfletària. La denúncia, com el sentiment, és pura sensibilitat. El món que envolta Rosalía és una extensió del seu cos mateix.

### Da terra
Alguns poemes de Da terra, com ara "Miña casiña, meu lar", "Tanto e tanto nos odiamos", "A probiña que está xorda", "Xan" o "Soberba", són una prolongació de Cantares. Composicions que, sense ser glosses, contenen costums populars.
La resta de textos d'esta secció, encara que poden arribar a ser narratius ("O encanto da pedra chan") i malgrat tindre paisatge i cultura en el seu nucli, estan marcats amb un evident lirisme subjectiu.

### Varia
Trobem diferents tipus de composicions:
- En primer lloc, les que estan en la línia de Cantares. Algunes, com ara "Vamos bebendo", atenyen tan perfecta caracterització de tipus que, malgrat presentar-nos aparentment simples escenes populars, provoquen que el lector se senta afectat per les penúries d'uns éssers tridimensionals.
- Després, les composicions subjectives pareixen partir d'un desig de lirisme pur i d'una introversió de vegades agonitzant.
- Per acabar, els poemes de denúncia, d'abandó social, que Rosalía declara preferir:

...aquelas outras que […] espresan as tribulaciós dos que, uns tras outros, e de distintos modos, vin durante largo tempo sofrir ó meu arredore. E ¡sófrese tanto nesta querida terra galega! Libros enteiros poideran escribirse falando do eterno infortunio que afrixe ós nosos aldeáns e mariñeiros, soia e verdadeira xente de traballo no noso país.
Era una gosadia dir açò el 1880. Més encara si pensem que el contingut d'est pròleg perfila el problema social de Galícia que Rosalía considerava més greu: l'emigració.

### As viúdas dos vivos e dos mortos

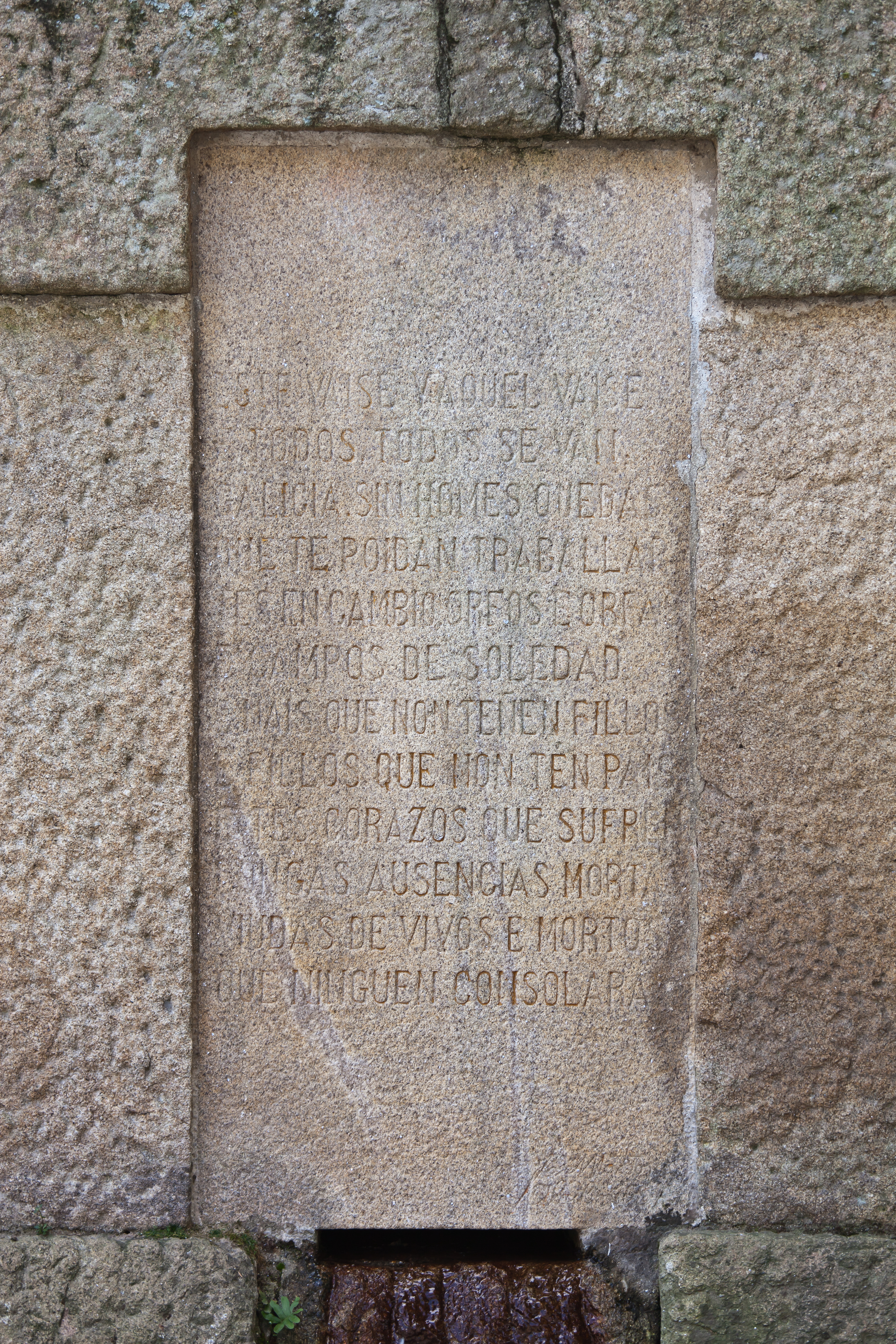
"As viudas d'os vivos e as viudas d'os mortos"

És una plasmació panoràmica de l'emigració gallega des de la perspectiva de la dona:
Cando nas súas confianzas estas pobres mártires se astreven a decirnos os seus secretos, a chorar os seus amores, sempre vivos; a doerse das súas penas, descóbrese nelas tal delicadeza de sentimentos, tan grandes tesouros de tenrura (que a inteireza do seu carácter n'é bastante a mermar), unha abnegación tan grande, que sin querer sentímonos inferiores a aquelas oscuras e valerosas heroínas que viven e morren levando a cabo feitos maravillosos por sempre iñorados, pero cheos de milagres de amor e de abismos de perdón. Historias dinas de ser contadas por millores poetas do que eu son, e cuias santas armonías deberan ser expresadas cunha soia nota e nunha soia corda: na corda do subrime e na nota do delor. Anque sin forzas pra tanto, tentéi algo deso, sobre todo no libro "As viudas dos vivos e as viudas dos mortos"; mais eu mesma conoso que non acertéi a decir as cousas que era menester.
Rosalía va patir els mateixos dolors que sofriren les seues dones gallegues. Rosalía parlà per totes. Una dona introvertida, que es veu travessada per una llarga i negra ombra de saudade, té valor per apartar de la seua vista el seu horror més íntim i mirar cap a la por vital, fins a l'escassíssima qualitat de vida que tenen les persones d'eix país oblidat de la mà de la justícia que era Galícia.

## Mètrica

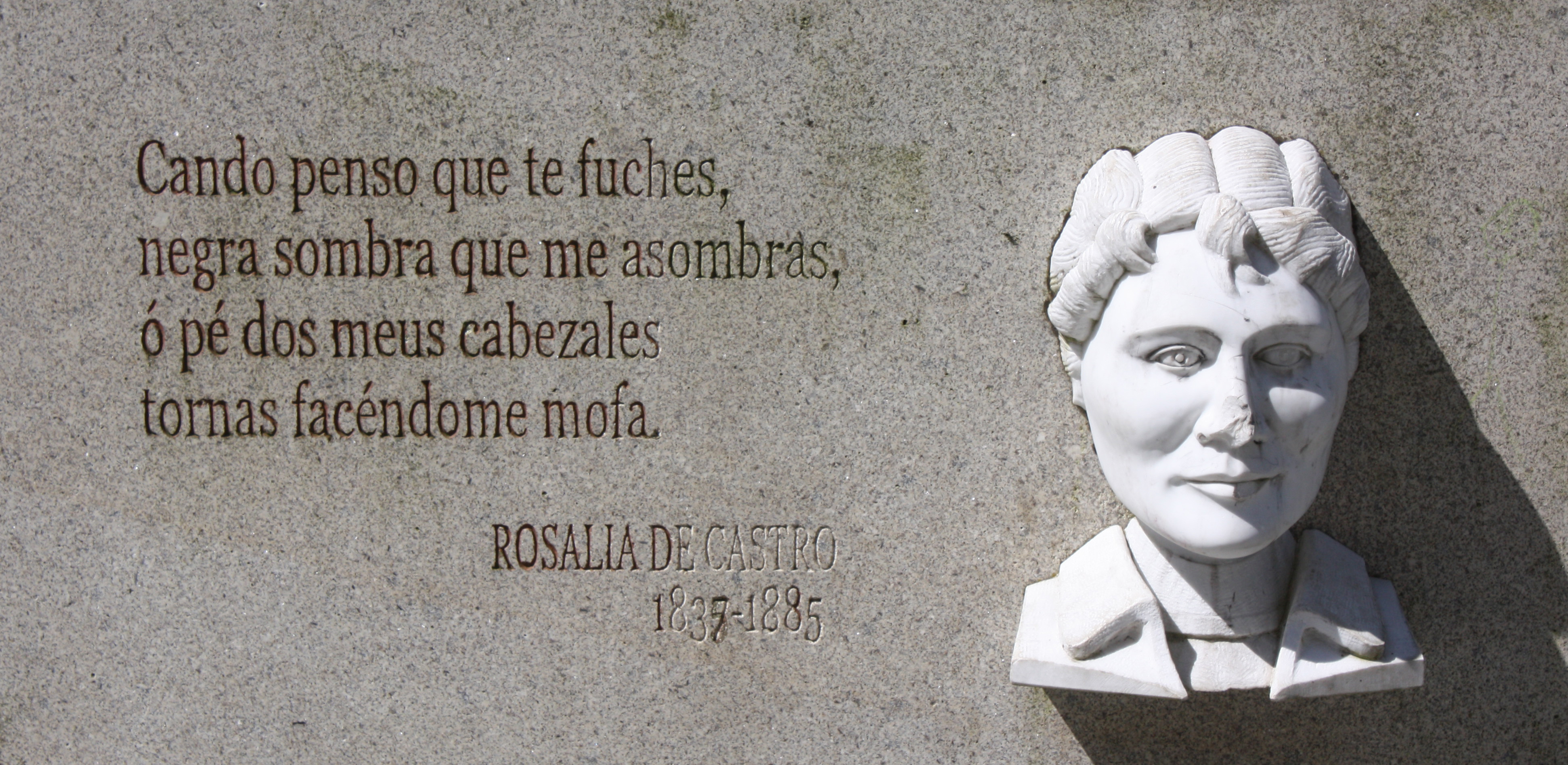
Follas novas a Lugo

En Follas novas confluïxen tres tendències mètriques:
- La romàntica (caracteritzada per la polimetria i les combinacions múltiples).
- La popular.
- La d'experimentació personal: Follas novas es distingix per la innovació mètrica, per unes combinacions mètriques inusitades ("Unha vez tiven un cravo", "Cada noite eu chorando pensaba"...), formes estròfiques flexibles, assonància irregular, agrupacions lliures de versos i combinacions diverses: d'octosíl·labs i hendecasíl·labs, d'octosíl·labs i alexandrins, de decasíl·labs amb dodecasíl·labs, etc.

En Follas novas veiem:
- La predilecció de Rosalía per l'assonància.
- El romanç (quasi la meitat de les poesies utilitzen el romanç: "Foi a Pascoa enxoita").
- La silva arromançada.
- La seguidilla "Vamos bebendo").
- El ritme de muiñeira ("A xustiza pola man").
- La combinació d'hendecasíl·labs i heptasíl·labs, que també permet formar una silva arromançada. Apareix en més de la quarta part dels poemes ("Ca pena ó lombo", "Terra a nosa"...).

## Significació
Malgrat ser Follas novas una obra d'inaudit valor literari i humà, allò verdaderament insòlit és que Rosalía componguera els seus sentiments i reflexions socials en una llengua tinguda per dialectal, per flagrant exemple de la incultura d'un poble. Si Rosalía havia consagrat en Cantares gallegos la llengua gallega per a la lírica popular, elabora en est poemari una poesia universal, sense fronteres, però gallega, i en la llengua d'un país recòndit. Est és el raonament de Carballo Calero, en la seua Historia da literatura galega contemporánea (pàg. 145), quan diu:
[Amb Rosalía] la viabilitat de la poesia gallega quedava experimentalment demostrada […] és Rosalía la figura més representativa de la nostra literatura.